# Vita berget

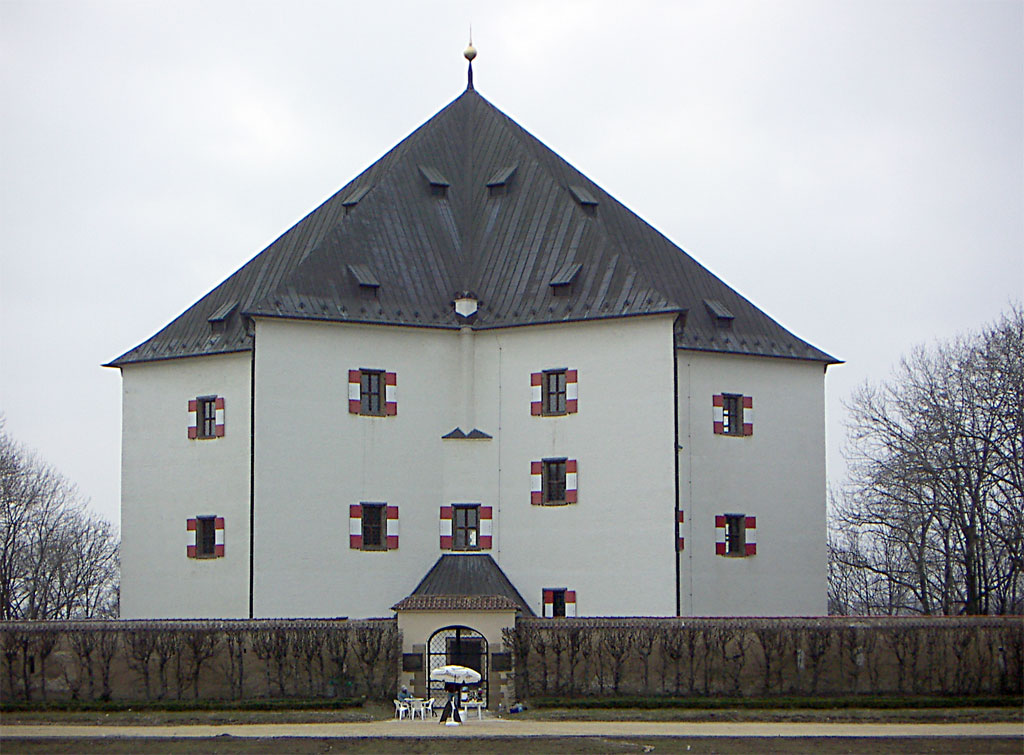
Slottet Letohrádek Hvězda.

Vita berget, tjeckiska Bílá hora, är ett berg beläget i Böhmen, väster om Prag. Berget är känt för slaget 8 november 1620, i vilket kurfursten Fredrik V av Pfalz, som utropats till kung av Böhmen, besegrades av hertig Maximilian av Bayern och Tilly. 
Berget når 379 meter över havet och ligger idag inom Prags stadsgräns, i stadens västra del.